# 卡韦松德拉萨尔
卡韦松德拉萨尔，是西班牙坎塔布里亚的一个市镇。总面积34平方公里，总人口7486人（2001年），人口密度220人/平方公里。